# Juan III de Mecklemburgo-Stargard
Juan III, duque de Mecklemburgo-Stargard (1389 - después del 11 de noviembre de 1438) fue desde 1416 hasta 1438 duque de Mecklemburgo, señor de Stargard, Sternberg, Friedland, Fürstenberg, y Lychen. Para distinguirlo de Juan V de Mecklemburgo, a veces se le llama Juan el Viejo.

## Familia
Era el hijo mayor del duque Juan II y su esposa Catalina (Wilheida) de Lituania.

## Biografía
Juan III nació probablemente en 1389. En 1416, asumió el reino de Sternberg de su padre. Fue hecho prisionero por Brandeburgo, por razones desconocidas. Fue liberado el 28 de junio de 1427, bajo la condición de que tenía que prestar juramento de alianza con el margrave de Brandeburgo.
En 1436, él y su primo Enrique y su primo lejano Enrique IV de Mecklemburgo-Schwerin, conjuntamente heredaron el señorío de Werle.
Se casó con Luttrud, la hija de Alberto IV de Anhalt-Köthen. Fue probablemente hermana de Ana, la primera esposa de Guillermo de Werle, el último señor de Werle. El matrimonio no tuvo hijos.
Juan III murió en 1438 y fue probablemente enterrado en Sternberg. Su primo Enrique de Mecklemburgo-Stargard heredó sus posesiones.